# Kalanchoe usambarensis
Kalanchoe usambarensis ist eine Pflanzenart der Gattung Kalanchoe in der Familie der Dickblattgewächse (Crassulaceae).

## Beschreibung

### Vegetative Merkmale
Kalanchoe usambarensis ist eine ausdauernde Pflanze, die Wuchshöhen von bis zu 1,2 Metern erreicht. Ihre kahlen Triebe sind aufrecht oder basal niederliegend-aufrecht und wurzeln aus den unteren Knoten. Die kahlen Laubblätter sind sitzend. Ihre grüne, verkehrt eiförmige oder längliche Blattspreite ist bis zu 10 Zentimeter lang und 5 Zentimeter breit. Ihre Spitze ist stumpf, die Basis keilförmig und halb stängelumfassend. Der Blattrand ist ganzrandig oder leicht buchtig.

### Generative Merkmale
Der fast kugelförmige, drüsig-flaumhaarige Blütenstand ist 15 bis 25 Zentimeter lang. Die aufrechten Blüten stehen an 2 bis 5 Millimeter langen Blütenstielen. Ihre Kelchröhre ist 0,7 bis 1 Millimeter lang. Die lanzettlichen Kelchzipfel sind 3 bis 4 Millimeter lang und 1 bis 2 Millimeter breit. Die leuchtend rote Blütenkrone ist im unteren Teil grün. Die Kronröhre ist 9 bis 12 Millimeter lang. Ihre Kronzipfel sind länglich eiförmig, stumpf oder mit stumpf aufgesetztem Spitzchen und weisen eine Länge von 3,5 bis 5 Millimeter auf und sind 1,5 bis 2,5 Millimeter breit. Die Staubblätter ragen nicht aus der Blüte heraus. Die länglichen Staubbeutel sind etwa 0,7 Millimeter lang. Die linealischen Nektarschüppchen weisen eine Länge von etwa 2 Millimeter auf. Das linealisch-lanzettliche Fruchtblatt weist eine Länge von 5,5 bis 7,5 Millimeter auf. Der Griffel ist etwa 1,5 Millimeter lang.
Die Chromosomenzahl beträgt 2n = 34.

## Systematik und Verbreitung
Kalanchoe usambarensis ist im Nordosten von Tansania auf felsigen Abhängen in Höhen von 1700 bis 1800 Metern verbreitet.
Die Erstbeschreibung durch Adolf Engler und Raymond-Hamet wurde 1913 veröffentlicht.

## Nachweise